# SCE Studio Liverpool
SCE Studio Liverpool é uma empresa de jogos eletrônicos localizada em Wavertree Technology Park em Liverpool, Inglaterra. Fundada em 1984 como Psygnosis, a empresa agora é uma filial subsidiária da Sony Computer Entertainment e emprega atualmente cerca de 100 indivíduos compreendendo duas equipes de desenvolvimento. Mick Hocking do Studio Liverpool atualmente supervisiona as operações do Grupo como diretor, um cargo que detém igualmente nos outros dois  estúdios da SCE de propriedades e desenvolvedores, como a Evolution Studios e Bigbig Studios .
Studio Liverpool, é uma das maiores casas de desenvolvimento para jogos entre os estúdios da Sony Computer Entertainment Europe, é mais conhecida pela série de corridas futuristas Wipeout, com o primeiro jogo lançado originalmente no PlayStation, em 1995. O estúdio também é conhecido por outra série o Formula One, série de corridas licenciados para jogos, bem como a série Colony Wars, lançada também no PlayStation original.

## História

### Psygnosis
Fundada por Ian Hetherington e Jonathan Ellis, a Liverpool é baseada originalmente no antigo estúdio de jogos a Psygnosis que nasceu das cinzas da extinta companhia de jogos na era 8-bit a Imagine Software, onde foi Diretor Financeiro em Hetherington . Após o colapso da Imagine, em 1984, o nome e as marcas foram adquiridas pela Ocean Software, enquanto os direitos de software original permaneceu como direitos autorais pelos seus produtores.  Primeiros projetos a serem criados pela empresa, foi o Bandersnatch(de ZX Spectrum e Psyclapse de Commodore 64, foram fundidos em um para se tornar Psygnosis' primeira criação chamada Brataccas . Este jogo foi originalmente criado para o Sinclair QL, mas foi portado para outros sistemas Motorola 68000 baseado em máquinas e lançado no Commodore Amiga, Atari ST, e Apple Mac, em 1985.

### Studio Liverpool
O recém-nomeado SCE Studio Liverpool lançou seu primeiro título, Formula 1 2001 , em 2001. O jogo foi também o primeiro lançamento do estúdio no PlayStation 2, e de primeira entrada da série no mundo dos jogos com o Formula 1 depois de ter adquirido a licença com os desenvolvedores do Studio 33. De 2001 a 2007, o Studio Liverpool teve 8 sequências de jogos baseada na série Formula 1 lançados para o PlayStation 2, PlayStation Portable e PlayStation 3. No entanto, a Sony Computer Entertainment expirou a licença exclusiva com a Formula One Group, sem renovação, antes da temporada 2007, marcando o fim de qualquer outro jogo da série Formula 1.
O Studio Liverpool' normalmente tem as maiores e mais proeminentes equipes de desenvolvimento, responsável por Wipeout, tinha um perfil mais baixo durante o primeiro poucos anos após a alteração do nome, contribuindo com apenas dois títulos entre 2001 para 2006. Wipeout Fusion , a primeira e única continuação da série para o PlayStation 2, lançado em 2002, e Wipeout Purepara o PlayStation Portable, que lançou paralelamente à mão, em 2005, para ovacionar um significativo, com muitos meios de comunicação para anunciar o retorno à glória da série, que só tinha visto uma outra sequência após 7 anos.
Devido à perda da licença de Formula 1, o Studio Liverpool está em desenvolver um título não confirmado para o PS3 um novo Wipeout, que irá marcar a primeira sequência completamente nova na série em mais de seis anos. Recentemente eles desenvolveram dois jogos da série, Wipeout Pulse , uma sequência chamada Wipeout Pure para o PSP, que foi lançado em Dezembro de 2007 e Wipeout HD, um título para download exclusivo do PlayStation 3 na PlayStation Network, constituído por diversos cursos de ambas as tomadas com Wipeout Pure e Wipeout Pulse completamente em alta definição.